# Stanislav Donets
Stanislav Yúrievich Donets –en ruso, Станислав Юрьевич Донец– (Dimitrovgrad, URSS, 7 de julio de 1983) es un deportista ruso que compitió en natación, especialista en el estilo espalda.
Ganó diez medallas en el Campeonato Mundial de Natación en Piscina Corta entre los años 2008 y 2014, dos medallas en el Campeonato Europeo de Natación de 2010 y quince medallas en el Campeonato Europeo de Natación en Piscina Corta entre los años 2007 y 2015.

## Palmarés internacional
| Campeonato Mundial en Piscina Corta | Campeonato Mundial en Piscina Corta | Campeonato Mundial en Piscina Corta | Campeonato Mundial en Piscina Corta |
| Año                                 | Lugar                               | Medalla                             | Prueba                              |
| ----------------------------------- | ----------------------------------- | ----------------------------------- | ----------------------------------- |
| 2008                                | Mánchester (Reino Unido)            | Medalla de oro                      | 4 × 100 m estilos                   |
| 2008                                | Mánchester (Reino Unido)            | Medalla de bronce                   | 100 m espalda                       |
| 2008                                | Mánchester (Reino Unido)            | Medalla de bronce                   | 200 m espalda                       |
| 2010                                | Dubái (EAU)                         | Medalla de oro                      | 50 m espalda                        |
| 2010                                | Dubái (EAU)                         | Medalla de oro                      | 100 m espalda                       |
| 2010                                | Dubái (EAU)                         | Medalla de plata                    | 4 × 100 m estilos                   |
| 2012                                | Estambul (Turquía)                  | Medalla de plata                    | 100 m espalda                       |
| 2012                                | Estambul (Turquía)                  | Medalla de plata                    | 4 × 100 m estilos                   |
| 2012                                | Estambul (Turquía)                  | Medalla de bronce                   | 50 m espalda                        |
| 2014                                | Doha (Catar)                        | Medalla de bronce                   | 50 m espalda                        |
| Campeonato Europeo                  |                                     |                                     |                                     |
| Año                                 | Lugar                               | Medalla                             | Prueba                              |
| 2010                                | Budapest (Hungría)                  | Medalla de oro                      | 200 m espalda                       |
| 2010                                | Budapest (Hungría)                  | Medalla de plata                    | 4 × 100 m estilos                   |
| Campeonato Europeo en Piscina Corta |                                     |                                     |                                     |
| Año                                 | Lugar                               | Medalla                             | Prueba                              |
| 2007                                | Debrecen (Hungría)                  | Medalla de oro                      | 100 m espalda                       |
| 2007                                | Debrecen (Hungría)                  | Medalla de plata                    | 200 m espalda                       |
| 2007                                | Debrecen (Hungría)                  | Medalla de plata                    | 4 × 50 m estilos                    |
| 2008                                | Rijeka (Croacia)                    | Medalla de oro                      | 50 m espalda                        |
| 2008                                | Rijeka (Croacia)                    | Medalla de oro                      | 100 m espalda                       |
| 2008                                | Rijeka (Croacia)                    | Medalla de oro                      | 200 m espalda                       |
| 2008                                | Rijeka (Croacia)                    | Medalla de plata                    | 4 × 50 m estilos                    |
| 2009                                | Estambul (Turquía)                  | Medalla de oro                      | 50 m espalda                        |
| 2009                                | Estambul (Turquía)                  | Medalla de oro                      | 100 m espalda                       |
| 2009                                | Estambul (Turquía)                  | Medalla de oro                      | 200 m espalda                       |
| 2009                                | Estambul (Turquía)                  | Medalla de oro                      | 4 × 50 m libre                      |
| 2010                                | Eindhoven (Países Bajos)            | Medalla de oro                      | 50 m espalda                        |
| 2010                                | Eindhoven (Países Bajos)            | Medalla de oro                      | 100 m espalda                       |
| 2010                                | Eindhoven (Países Bajos)            | Medalla de bronce                   | 4 × 50 m estilos                    |
| 2015                                | Netanya (Israel)                    | Medalla de plata                    | 100 m espalda                       |